# Amatenango del Valle
Amatenango del Valle es una pequeña localidad ubicada en el centro del estado mexicano de Chiapas, cabecera del municipio del mismo nombre, en la región socioeconómica V Altos Tsotsil Tseltal.

## Toponimia
El nombre Amatenango proviene del náhuatl y se traduce como "lugar de amates", en referencia al tradicional papel amate.

## Historia
Fue fundado por un grupo de tzeltales, que originalmente formaron el pueblo, se estableció en el municipio durante el período clásico de la época precolombina. En 1486 fue invadido por las tropas aztecas al mando de Tiltototl, pero fueron rechazados por los locales. Después de la conquista de los Chiapas en 1528 es citado como una localidad perteneciente a Teopisca. Los misioneros españoles establecidos en la región le pusieron San Francisco de Amatenango. Los pobladores del municipio participaron activamente en la sublevación indígena de 1712 o la Guerra de castas en Chiapas.

## Geografía
La localidad está ubicada en la posición 16°31′40″N 92°26′16″O / 16.52778, -92.43778, a una altitud de 925 m s. n. m.
Según la clasificación climática de Köppen, el clima corresponde al tipo Cwb - Templado con invierno seco (verano suave).

## Demografía
Cuenta con 5920 habitantes lo que representa un incremento promedio de 2.5% anual en el período 2010-2020 sobre la base de los 4662 habitantes registrados en el censo anterior. Ocupa una superficie de 5.442 km², lo que determina al año 2020 una densidad de 1088 hab/km².
| Gráfica de evolución demográfica de Amatenango del Valle entre 2000 y 2020 |
|                                                                            |
| Fuente: Instituto Nacional de Estadística Geografía e Informática          |

En el año 2010 estaba clasificada como una localidad de grado alto de vulnerabilidad social.
La población de Amatenango del Valle está mayoritariamente alfabetizada (18.85% de personas analfabetas al año 2020) con un grado de escolarización en torno de los 5 años. El 99.21% de la población es indígena.